# ریوهی هایاشی
ریوهی هایاشی (انگلیسی: Ryohei Hayashi؛ زادهٔ ۸ سپتامبر ۱۹۸۶) بازیکن فوتبال اهل ژاپن است.
از باشگاه‌هایی که در آن بازی کرده‌است می‌توان به باشگاه فوتبال کاشیوا ریسول و باشگاه فوتبال توکیو وردی اشاره کرد.